# Marshall Shoals
Die Martin Shoals sind Untiefen vor der Loubet-Küste des Grahamlands auf der Antarktischen Halbinsel. Sie erstrecken sich über ein Gebiet von 1 km mal 0,5 km nordwestlich der Detaille-Insel und südlich der Harper Rocks in der Einfahrt zum Lallemand-Fjord.
Das UK Antarctic Place-Names Committee benannte sie 2014. Namensgeber ist John B. Marshall, ihr Entdecker und Kapitän der RRS Bransfield (1992–1999) und der RRS Ernest Shackleton (1999–2012) im Dienst des British Antarctic Survey.